# Arrondissement de Niakhène

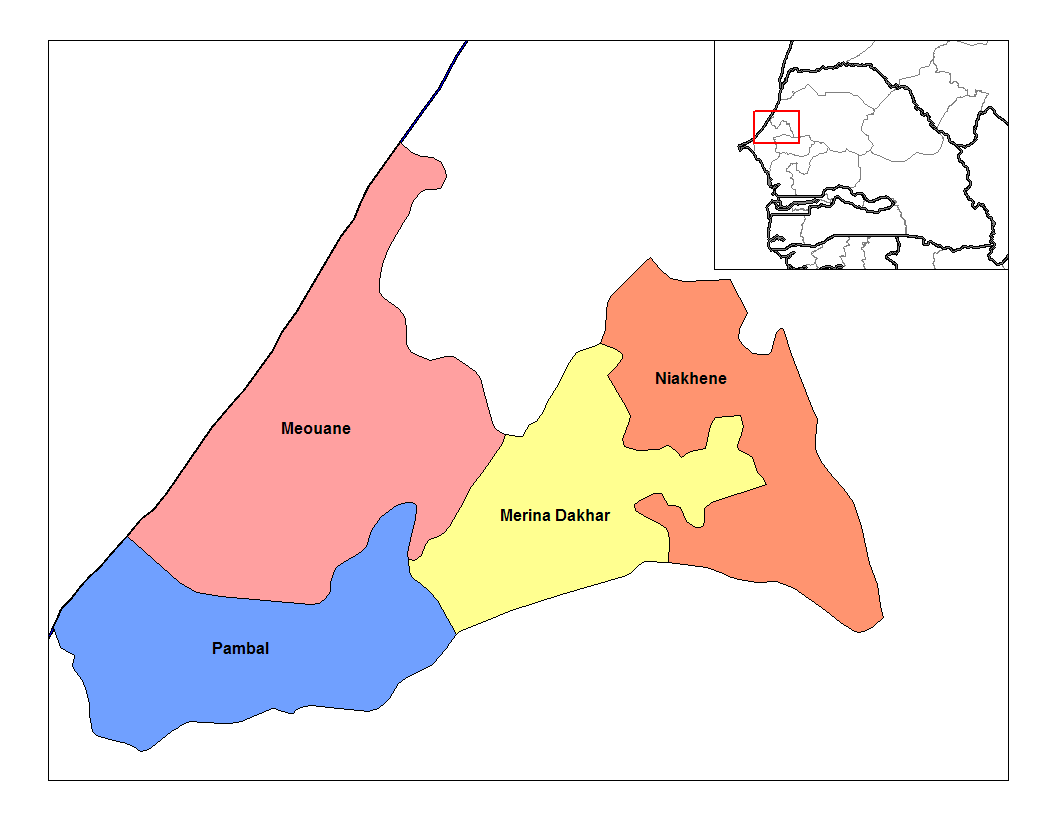
Localisation de l'arrondissement de Niakhène (en orange) dans le département de Tivaouane

L'arrondissement de Niakhène est l'un des arrondissements du Sénégal. Il est situé dans le département de Tivaouane et la région de Thiès.
Il compte quatre communautés rurales :
- Communauté rurale de Niakhène
- Communauté rurale de Mbayène
- Communauté rurale de Thilmakha
- Communauté rurale de Ngandiouf

Son chef-lieu est Niakhène.